# Vilém Maréchal
Vilém Maréchal (francouzsky Guillaume le Maréchal, anglicky William Marshal, 1145? – 14. května 1219) byl rytíř normanského původu, učitel a vychovatel dvou anglických králů – Jindřicha Mladíka a Jindřicha III. V letech 1216 – 1219 byl poručníkem a regentem nezletilého krále Jindřicha III. a rovněž vítězem bitvy u Lincolnu, po níž byla navždy vyhnána francouzská vojska z Anglie. Patřil mezi nejslavnější rytíře své doby, věrně sloužil pěti anglickým králům a byl uznávaným a respektovaným účastníkem rytířských turnajů.

## Původ

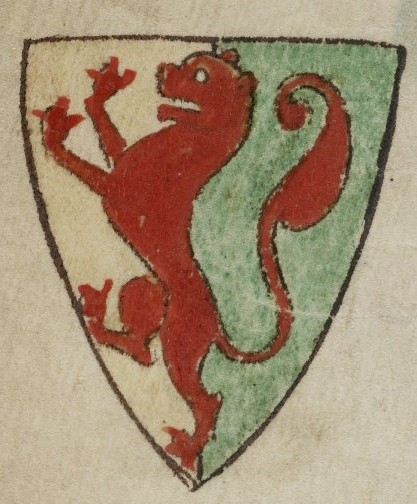
Znak Maréchalů

Předkové Viléma Maréchala byli s největší pravděpodobností normanského původu a jeho děd údajně přišel do Anglie spolu s Vilémem Dobyvatelem. Na dvoře Vilémova syna krále Jindřicha I. prý zastával děd Viléma Maréchala úřad maršálka dvora (maréchal de la cour) a dohlížel na výzbroj a výplaty bojovníků. Titul zdědil i Vilémův otec Jan, kterému se podle jeho úřadu začalo říkat Maréchal. Jan Maréchal byl bohatý a mocný muž a své postavení ještě upevnil sňatkem se Sibylou ze Salisbury, sestrou hraběte Patrika ze Salisbury. Vilém byl čtvrtým synem.
V neustále se opakujících sporech mezi dvěma uchazeči o anglický trůn, Matyldou Anglickou a Štěpánem z Blois, se Vilémův otec Jan Maréchal vždy stavěl na stranu Matyldy Anglické. Poté, co Matylda uzavřela se Štěpánem další příměří, putoval tehdy asi šestiletý Vilém jako rukojmí ke dvoru krále Štěpána z Blois. Štěpán z Blois si malého chlapce velmi oblíbil a ten strávil v jeho blízkosti celé dětství. Když zavládl mír, vrátil se chlapec k rodičům, ale dlouho u nich nepobyl. Na přání svého otce odešel do Normandie ke královskému komořímu Vilémovi z Tancarville, což byl otcův bratranec. Tancarville si hocha rovněž oblíbil a postaral se o jeho další výchovu. Vilém se nadále zdokonaloval v jezdeckém umění, v zacházení se zbraněmi a ve znalosti rytířských ctností. V družině pana z Tancarville byl nejprve pážetem, od čtrnácti let pak panošem (štítonošem) a na jaře roku 1167 byl pasován na rytíře. Od této chvíle už jej jeho dosavadní pán neměl povinnost šatit a živit a Vilém Maréchal ztratil i nárok na další ubytování na pánově hradě. Stal se z něj sice rytíř, ale patřičné postavení v rytířské společnosti si musel teprve získat. Jako čtvrtý syn svého otce navíc nemohl doufat v případné dědictví. Jeho finanční situace nebyla v tom okamžiku nejlepší.

## Živá legenda
Vilém Maréchal měl na v počátku svého rytířského života štěstí. Ještě než stačil opustit panství svého vychovatele a učitele pana z Tancarville, oslovil ho rytíř Vilém Chambellan s lákavou nabídkou, aby se stal členem jeho rytířské skupiny, která se hodlá zúčastnit turnajového klání. Vilém nezaváhal a chopil se příležitosti. Hned v prvním soutěžním boji byl velmi úspěšný a upoutal na sebe patřičnou pozornost. Z kořisti získané výhrou v turnaji si zakoupil lepší výzbroj a vydal se na další turnaj. I zde si získal obdiv, ale přesto zemi opustil a vrátil se do rodné Anglie, kde vstoupil do služeb svého bohatého strýce Patrika ze Salisbury.
V letech 1168 – 1169 se dostal zpět na kontinent, když Patrik ze Salisbury dostal za úkol doprovodit královnu Eleonoru Akvitánskou na její cestě do Poitou. Vilém Maréchal se této cesty zúčastnil jako člen rytířské družiny a stal se svědkem přepadení královnina průvodu a zavraždění svého strýce Patrika ze Salisbury panem z Lusignanu. Královně se podařilo uprchnout. Vilém Maréchal se pustil do střetu s útočníky a zcela sám zaútočil na šedesát osm ozbrojených mužů. Nakonec byl zajat a královna Eleonora Akvitánská za něj bez váhání zaplatila požadované výkupné a pak jej přijala do své družiny. V roce 1170 ocenil Vilémovu odvahu v boji i manžel Eleonory Akvitánské, anglický král Jindřich II., když Viléma Maréchala jmenoval ochráncem a učitelem svého nejstaršího syna a spoluvladaře Jindřicha Mladíka.

## Cesta vzhůru

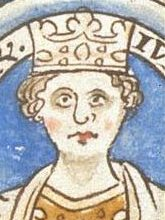
Jindřich Mladík (dobová iluminace)

Stále ještě velmi mladý Vilém dosáhl na svůj věk významného společenského postavení. Stál v čele mužů obklopujících spoluvladaře Anglie a velel dvěma stovkám rytířů. Jeho pán Jindřich Mladík si jej navíc mimořádně oblíbil. V roce 1173 se Vilém Maréchal dostal do tíživé životní situace, když Jindřich povstal proti svému otci. Vilém zůstal věrný svému pánu, ale trápilo jej, že má bojovat proti Jindřichovi II., kterého si také vážil. V tomto těžkém období došlo ještě k jedné významné události. Jelikož v těch časech mohl kterýkoliv rytíř pasovat na rytíře jinou osobu, požádal mladý král Jindřich Mladík o tuto službu právě svého přítele Viléma Maréchala, který samozřejmě prosbu svého pána nemohl odmítnout. Vilém Maréchal se tedy zapsal do historie i tím, že měl tu čest pasovat anglického krále na rytíře. Roku 1174 se oba Jindřichové, otec a syn, usmířili. Jindřich Mladík v Anglii dlouho nezůstal a vydal se do Francie, kde se spolu se svou družinou, vedenou stále věrným Vilémem, zúčastnil řady turnajových zápasů. Vilém Maréchal byl svému pánovi neustále na blízku, což u ostatních rytířů zřejmě vzbuzovalo závist. V roce 1182 byl Vilém nečekaně obviněn z toho, že je milencem manželky svého pána Jindřicha Mladíka. Po tomto obvinění opustil královský dvůr a Jindřich Mladík o pár měsíců později vrátil svoji choť Markétu jejímu otci, francouzskému králi Ludvíku VII., což bylo chápáno tak, že se opravdu cizoložství dopustila.

## Návrat na výsluní
Vilém Maréchal se ocitl v tíživé situaci bez majetku, bez dlouho budovaného společenského postavení a bez finančních prostředků. Jezdil tedy znovu od turnaje k turnaji a nabízel své rytířské služby u šlechtických dvorů. Když se vracel z pouti, kterou vykonal do Kolína nad Rýnem, zastihl jej na cestě posel Jindřicha Mladíka, který jej žádal o návrat zpět do svých služeb. Mezi Jindřichem II. a jeho ambiciózním synem totiž znovu došlo ke sporům a tak oba sháněli všechny své věrné pro budoucí boj. Vilém Maréchal se rozhodl využít příznivé situace a zamířil ke dvoru francouzského krále Filipa II. Augusta, před nímž prohlásil, že jeho pán Jindřich Mladík ho povolal zpět do svých služeb, čímž ho zprostil všech podezření ohledně údajného cizoložství. Francouzského krále dále požádal o to, aby i on pomohl smýt hanbu, která neprávem ulpěla na něm, Vilémovi, a jeho údajné milence, od anglického dvora neprávem vyhnané Markétě, která byla královou sestrou. Filip II. souhlasil a anglickému králi Jindřichu II. poslal list, dosvědčující Maréchalovu nevinu. Vilém byl očištěn oběma anglickými králi, otcem Jindřichem II. i synem Jindřichem Mladíkem, kteří se mezitím opět usmířili, a zároveň i králem francouzským.

## Výhodný sňatek

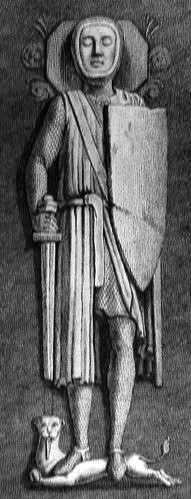
Vilémův náhrobek

V roce 1183 se Vilém Maréchal vrátil ke dvoru svého pána Jindřicha Mladíka, který náhle 11. června 1183 zemřel. Po smrti svého pána požádal krále Jindřicha II. o povolení vykonat pouť do Svaté země. Jindřich II. svolil, dokonce jej zahrnul dary a kladl mu na srdce, ať se brzy vrátí zpět.
Vilém odešel do Svaté země, kde sloužil jeruzalémskému králi Guyovi z Lusignanu a stal se laickým bratrem templářského řádu. Na anglický královský dvůr se vrátil až roku 1187. Věrně sloužil králi v bojích proti francouzskému králi i proti vlastnímu Jindřichovu synovi Richardovi, kterému se Vilém Maréchal dokonce v boji osobně postavil, když vlastním tělem chránil z boje ustupujícího Jindřicha II. Měsíc po této události starý král zemřel a Richard Lví srdce se stal králem.
Vilém se právem obával hněvu nového krále, proti němuž ještě nedávno tak statečně bojoval, ale Richard mu odpustil a dokonce se rozhodl dodržet slib, který dal Maréchalovi už jeho královský otec když ještě žil – tedy slib, že mu umožní sňatek s patřičně bohatou nevěstou. Vilém Maréchal se oženil s Isabelou ze Striguil, vnučkou irského krále, která byla o víc než třicet let mladší. Díky tomuto sňatku se stal dosud nemajetný rytíř pánem panství, jež se rozkládala od řeky Severn k pomezí Walesu, zahrnovala téměř čtvrtinu Irska a mnohá panství a hrady v Normandii. Deset let po sňatku získal Vilém po předcích své manželky titul hraběte ze Striguil. Teď měl i on své rytíře, páže a panoše a na jeho dvoře vyrůstali rytíři budoucí. Účastnil se v dalších bojích proti Francii.
Po smrti Richarda Lví srdce, roku 1199, se Vilém v otázce následnictví postavil na stranu Richardova bratra Jana Bezzemka. Ten se mu odvděčil nedůvěrou, a tak Maréchal opustil Anglii a odešel na svá panství do Irska. Když Jan Bezzemek roku 1216 umíral, vzpomněl si na Maréchala a svěřil mu do ochrany svého devítiletého syna Jindřicha. Hrabě Vilém Maréchal se tak již podruhé ve svém životě ocitl v roli vychovatele a ochránce budoucího anglického krále. Stal se navíc také regentem království a dočasným vládcem země. Malého Jindřicha nechal urychleně korunovat jako Jindřicha III., a pak jej pasoval na rytíře. Rovněž podruhé se mu tedy dostalo cti pasovat anglického krále na rytíře.

## Regent království
Král Jindřich III. a jeho regent Vilém Maréchal měli celou řadu nepřátel. Část anglické šlechty se postavila na stranu francouzského krále Filipa II. a jeho syna Ludvíka, kteří se chtěli po získání Normandie zmocnit nejen dalších anglických území ve Francii, ale i Anglie samotné. 20. května 1217 se podařilo vojsku vedenému hrabětem Vilémem Maréchalem porazit v bitvě u Lincolnu francouzskou armádu a navždy ji vyhnat z Anglie. V roce 1219 se pak Maréchal nečekaně vzdal svého regentství a osud ještě nedospělého krále Jindřicha III. svěřil do rukou papežova zástupce v Anglii. Začátkem dubna 1219 přijal již umírající Vilém Maréchal naposledy mladého krále, poté se rozloučil se svými dětmi i manželkou a 14. května 1219 zemřel. Pochován byl v hrobce londýnské komendy Templářského řádu.